# Netchaïev est de retour (film)
Cet article concerne le film de Jacques Deray. Pour le livre de Jorge Semprún dont il est adapté, voir Netchaïev est de retour.
Pour plus de détails, voir Fiche technique et Distribution.
Netchaïev est de retour est un film franco-italo-suisse réalisé par Jacques Deray, sorti en 1991.

## Synopsis
En mai 68, alors que Paris est embrasé par la révolte étudiante, cinq d'entre eux se distinguent. Ces cinq copains ont un meneur qui a pour nom de code Netchaïev. Celui-ci glisse peu à peu vers le terrorisme et forme avec les autres un réseau révolutionnaire. Quelque temps plus tard, Netchaïev est trahi et disparaît dans de mystérieuses circonstances à Gibraltar.
Cinq ans plus tard, alors que Paris est secoué par une vague d'attentats, Netchaïev est de retour et n'a qu'un seul désir : se venger. Le directeur de la DST, Pierre Marroux, semble très intéressé par ce retour, autant que les anciens compagnons de Netchaïev. Ceux-ci se sont tous rangés, mais il reste Luis Perez qui avait aidé Netchaïev à disparaître. Celui-ci lui propose l’immunité contre des informations sur ce groupe terroriste. Perez est assassiné mais a conservé une vidéo de cette entrevue que sa fille, maintenant en danger, donne au directeur Pierre Marroux. Il confie à la jeune fille que Netchaïev est son fils, Daniel Marroux, qui a coupé tous les ponts avec son père, jusqu'à reprendre le nom de Laurençon, celui de sa mère.

## Fiche technique
- Titre original : Netchaïev est de retour
- Réalisation : Jacques Deray
- Scénario : Jacques Deray et Dan Franck, d'après le roman éponyme de Jorge Semprún paru en 1987
- Musique : Claude Bolling
- Photographie : Yves Angelo
- Décors : François de Lamothe
- Son : Alain Sempé, Bernard Leroux
- Monteur : Henri Lanoë
- Bagarres réglées par Claude Carliez et son équipe
- Genre : thriller
- Pays d'origine :  France ;  Italie ;  Suisse
- Format : couleur
- Durée : 110 min
- Date de sortie : France, 23 janvier 1991

## Distribution
- Yves Montand : Pierre Marroux
- Vincent Lindon : Netchaïev
- Miou-Miou : Brigitte
- Carolina Rosi : Sonsoles
- Patrick Chesnais : Marc Leloy
- Maxime Leroux : Élie
- Jean-Claude Dauphin : Philippe Martel
- Philippe Leroy-Beaulieu : Luiz Perez
- Mireille Perrier : Sylvie
- Natacha Acker : Béatrice
- Gérard Darrieu : l'imprimeur
- Pierre Debauche : le ministre
- Angelo Infanti : Joseph
- Jean-Luc Porraz : Dupré
- Mattia Sbragia : le faussaire
- Jean-Marie Winling : Lacourt
- Christian Bouillette
- Nicole Desailly
- Tola Koukoui
- Ludovic Broissiat : le terroriste
- Agnès Vincent
- Jean-Michel Verner

## Autour du film
- Netchaïev est de retour est l'avant-dernier film interprété par Yves Montand, ainsi que le dernier de son vivant, car il meurt le 9 novembre de la même année.